# 2e armée de chars de la Garde
Pour les articles homonymes, voir 2e armée.
La 2e armée de chars (en russe 2-я танковая армия, parfois traduit « 2e armée de tanks »), puis à partir de novembre 1944 la 2e armée de chars de la Garde (2-я гвардейская танковая армия, en abrégé 2 гв. ТА), est une grande unité de l'Armée rouge durant la Grande Guerre patriotique (Seconde Guerre mondiale), puis à partir de 1946 de l'Armée soviétique. Devenue en 1992 une des grandes unités de l'armée de terre russe, elle est finalement dissoute en 1998.

## Grande Guerre patriotique

### 1943
La 2e armée de chars est mise sur pied à partir du 15 janvier 1943 autour d'Iefremov en reprenant des éléments de la 3e armée de réserve du front de Briansk, avec pour commandant le lieutenant-colonel Prokofi Romanenko. Son organisation varie dans le temps ; en 1943 elle est composée d'une part des 11e et 16e corps de chars (regroupant surtout des chars T-34/76), d'autre part des 60e, 112e (ru) et 194e divisions de fusiliers (en) (apportant l'infanterie). Les deux (3e et 5e dès mai-juin 1942) puis six armées de chars sont les fers de lance des principales offensives soviétiques de la seconde partie de la Grande Guerre patriotique.
Selon la doctrine militaire des opérations en profondeur prônée par l'Armée rouge (théorisée par Triandafillov et Toukhatchevski), une armée de chars (en russe : Танковая армия, abrégée en TA) est destinée à être engagée après une percée effectuée par une autre armée combinée (composée d'infanterie largement soutenue par des divisions d'artillerie et des brigades de tanks d'accompagnement) ; le rôle de l'armée de chars est de servir d'« échelon de frappe opérative » en s'enfonçant le plus loin possible en territoire adverse (jusqu'à 150 à 400 km), si possible ses corps d'armée avançant en parallèle, pour déstructurer tout le système ennemi.
À partir du 12 février 1943, le commandant est confié au lieutenant-colonel Alexeï Rodine (en). Son premier engagement se fait dès la fin février 1943 au sein du front central lors d'une attaque vers Briansk (opération Dmitriev-Sevsk, du 24 février au 28 mars). Du 5 au 23 juillet, elle participe à la bataille de Koursk puis du 26 juillet au 30 août 1943 à l'opération Koutouzov. Elle réintègre la réserve de la Stavka en septembre 1943 pour être recomplétée, Rodine laissant le commandement au lieutenant-général Semion Bogdanov à partir du 9 septembre. L'armée participe ensuite à l'opération de Tchernihiv-Pripyat (du 26 août au 30 septembre 1943).

### 1944

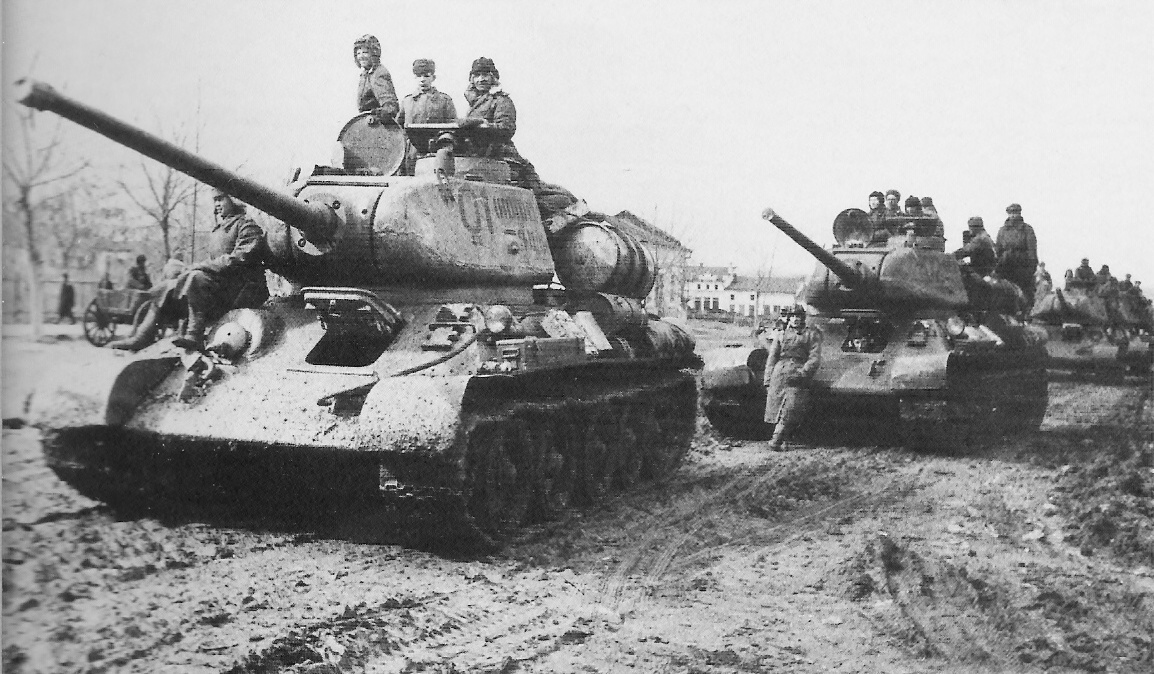
Colonne de chars T-34/85 au début de l'année 1944.

L'armée est affectée en janvier 1944 au 1er front ukrainien de Nikolaï Vatoutine, combattant d'abord près de Vinnytsia, puis pendant l'opération de Korsun-Shevchenkovsky (du 24 janvier au 17 février 1944). Passée au 2e front ukrainien d'Ivan Koniev, elle participe à l'opération Ouman-Botoșani (Umansky-Botoshansky, du 5 mars au 17 avril 1944, dans le cadre de l'offensive Dniepr-Carpates).
Intégrée au 1er front biélorusse de Constantin Rokossovski, l'armée de Bogdanov passe à trois corps de chars (8e de la Garde, 3e et 16e corps), réunissant environ 35 000 hommes, 768 chars et canons automoteurs pour être engagée dans l'offensive de Lublin-Brest et participer à la libération de la Pologne orientale. Le 18 juillet 1944, la 8e armée de la Garde (du colonel-général Vassili Tchouïkov) attaque et perce le front allemand ; le 21 juillet, la 2e armée de chars est lancée en exploitation, passe le Boug pendant la nuit du 21 au 22 et avance de 75 km vers l'ouest jusqu'aux faubourgs de Lublin, atteints le 22 au soir. Mais la garnison de la ville résiste ; le 23 juillet, le colonel-général Bogdanov (à ce grade depuis le 24 avril 1944) est blessé à l'épaule près de Lublin, d'où son évacuation avec cinq mois d'hospitalisation : Bogdanov est remplacé par son chef d'état-major, le major-général Alexeï Radzievski (en). Le 25 juillet, une unité de reconnaissance de l'armée découvre le camp de Majdanek, intact, libérant 547 déportés survivants.
Dans la nuit du 27 au 28 juillet 1944, le front de Rokossovski, la 2e armée de chars en tête, reçoit l'ordre de remonter au nord, en longeant la rive droite de la Vistule, vers Praga, le faubourg oriental de Varsovie, pour établir des têtes de pont sur la Vistule et la Narew. L'armée de chars, à l'effectif réduit (344 blindés : 186 T-34, 57 Sherman, 24 IS-2, 70 SU et sept Valentine) par les combats précédents, positionne ses trois corps en ligne à hauteur de Garwolin et doit s'aventurer vers le nord, isolée en pointe. Pendant la nuit, l'armée subit un bombardement par 25 Heinkel He 177 : la chasse soviétique est désormais basée trop loin pour assurer sa protection. Le 29, le 16e corps de chars (gauche de la 2e armée de chars) enfonce la 73e division allemande près d'Otwock (capturant le général Friedrich Franek), le 8e corps de chars de la Garde (centre de l'armée) est arrêté à côté de Zakret par la 19e Panzerdivision, mais le 3e corps (droite de l'armée) continue plus au nord, passe par Okuniew, atteignant le 30 Radzymin et se rapprochant de la Narew. Radzievski signale qu'il manque d'urgence de soutien aérien, de gazole et d'huile. Mais le 1er août 1944, le Generalfeldmarschall Walter Model lance la contre-attaque allemande : la 19e panzer sortant de Varsovie et la 5e Panzerdivision SS Wiking venant de l'est reprennent Okuniew et encerclent tout le 3e corps de chars soviétique. Radzievski ordonne à ses corps (presque en panne sèche) de se mettre en défense à 360° : le lendemain, la poche occupée par le 3e corps du major-général Nikolaï Vedeneïev (en) se réduit, attaquée par la 19e PzD, la Wiking, la division Hermann Göring et la 4e Panzerdivision. Le 3 août, la poche et le 3e corps sont liquidés ; le lendemain, Model attaque avec ses quatre Panzerdivisionen le 8e corps de chars, avant de les envoyer rétablir le front ailleurs : la 2e armée de chars vient de perdre 4 000 hommes, 244 blindés et 200 autres véhicules.

### 1945
Retiré du front dès le 5 août 1944, ce qui reste de l'armée (une centaine de blindés) est reconstitué, puis change de nom le 20 novembre 1944, le jour de la reprise du commandement par Semion Bogdanov, devenant la 2e armée de chars de la Garde. L'armée est réorganisée, composée désormais des 9e et 12e corps de chars de la Garde et du 1er corps mécanisé (l'infanterie de cette dernière montée sur camions dans le meilleur des cas, ou le plus souvent directement sur les chars).
L'unité participe à :
- l'opération Varsovie-Poznań (au sein de l'offensive Vistule-Oder) : l'armée est immobilisée cinq jours sur les seize jours de l’offensive par manque de gazole (malgré l’usage en remplacement d’un mélange kérosène de chauffage avec de l'essence, le tout pris aux Allemands, parfois mélangé avec de la vodka)[10] ;
- l'offensive de Poméranie orientale ;
- la bataille de Seelow ;
- la bataille de Berlin[11].

## Guerre froide
En juin 1945, l'unité est renommée 2e armée mécanisée de la Garde, les corps de chars devenant des divisions de chars. Elle fait partie du groupe des forces d'occupation soviétiques en Allemagne, avec quartier-général à Fürstenberg/Havel ; la 9e division de chars de la Garde est à Neustrelitz, la 12e division de chars de la Garde à Neuruppin et la 1re division mécanisée à Wustermark.
En 1964, la 19e division de fusiliers motorisés (ex 1re division mécanisée, ex 1er corps mécanisé) passe à la 20e armée de la Garde ; en 1965, la 9e division de chars de la Garde (ex 9e corps de chars de la Garde (ru), ex 3e corps de chars) est renommée la 16e division de chars de la Garde. En 1968, l'armée reçoit le titre d'unité du Drapeau rouge. En 1983, la 12e division de chars de la Garde (en) (ex 12e corps de chars de la Garde, ex 16e corps de chars) passe à la 3e armée.
En 1988, la 2e armée de chars de la Garde, toujours en République démocratique allemande, est composée de la 16e division de chars de la Garde (en), de la 94e division de fusiliers motorisés de la Garde, de la 21e division de fusiliers motorisés, de la 207e division de fusiliers motorisés, de la 112e brigade de lance-missiles de la Garde et de la 61e brigade de missiles antiaériens.
En décembre 1991, la CEI remplace l'URSS (accord de Minsk le 8 ; accords d'Alma-Ata le 21 ; dissolution de l'Union le 25 décembre). Les Forces armées soviétiques deviennent les « Forces armées conjointes de la CEI », avant d'être partagées à partir de 1992 entre les différents nouveaux États souverains en fonction de leur lieu de garnison. Les Forces armées de la fédération de Russie sont créées le 7 mai 1992, puis le commandement commun de la CEI est dissous en juin 1993. La 2e armée de chars soviétique devient donc la 2e armée de chars russe, avec des effectifs réduits.

## Armée russe
Après son évacuation d'Allemagne (prévue par le traité de Moscou du 12 septembre 1990), les unités de l'armée sont déménagées en 1993 dans le district militaire de la Volga, avec quartier-général à Samara, prenant le nom de 2e armée combinée de la Garde (perdant la mention d'« armée de tanks »), composée de seulement deux divisions aux effectifs squelettiques. L'armée est dissoute en 1998.
La 2e armée combinée est reformée en 2001. Depuis 2015, elle fait partie du district militaire central, couvrant les régions de la Volga, de l'Oural et de Sibérie occidentale, épaulée par la 41e armée qui est plus à l'est à Novossibirsk.